# Stralsunder Fayencenmanufaktur

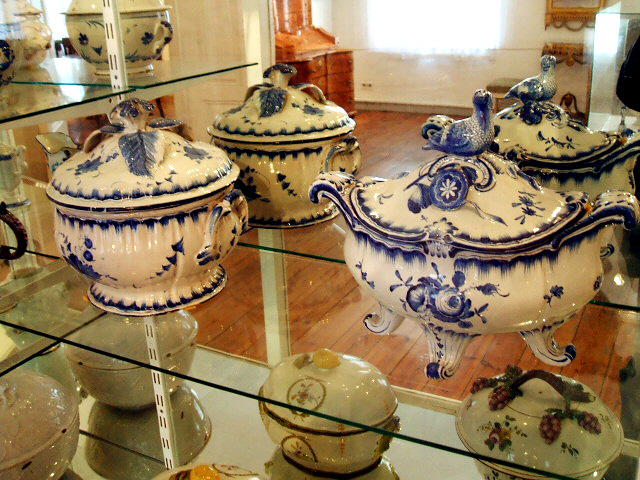
Terrinen mit „schwedischem Muster“, links „japonische“, rechts „teutsche“ Blumen, im Stralsund Museum

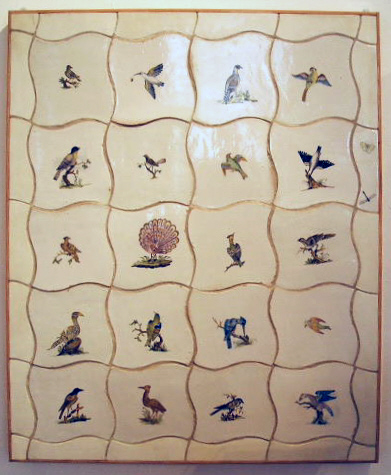
Tafel mit Vogelmotiven

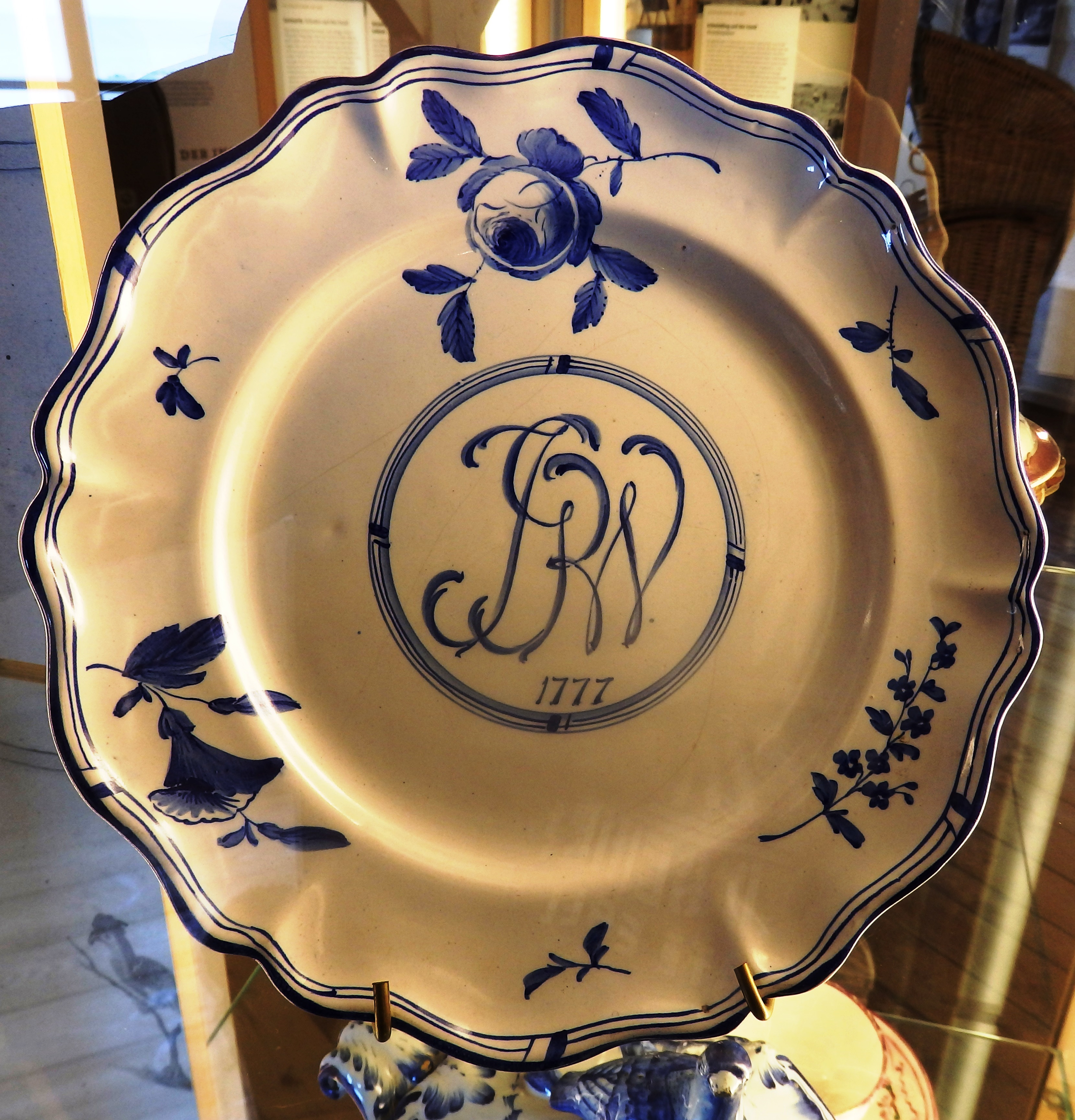
Fayenceteller aus Stralsund mit Herstellungsjahr 1777, Heimatmuseum Hiddensee

Die Stralsunder Fayencenmanufaktur (schwedisch Strålsunds Porslinsfabrik) war eine von 1755 bis 1792 bestehende Manufaktur zur Fayencenherstellung in Stralsund.
Die Manufaktur wurde mit der Erteilung der Konzession des Rates der Stadt am 19. September 1755 vom Kaufmann Joachim Ulrich Giese (1719–1780) gegründet. Anfänglich wurden zwei Brennöfen in den Gebäuden der Manufaktur (in der Tribseer Straße 24 a) betrieben. Später kam ein dritter Ofen dazu. Sie entwickelte sich zu einem der größten keramischen Manufakturen im Ostseeraum.
Giese besaß ab 1753 Insel Hiddensee, wo er neben dem Betrieb einer Heringssalzerei Ton abbauen ließ. Die Beschaffenheit des Tons wurde in Gieses Auftrag durch den Protophysikus Bernhard Nicolaus Weigel untersucht. Zwölf Arbeiter waren 1757 auf Hiddensee mit dem Abbau und Transport des Tons nach Stralsund beschäftigt, 57 Arbeiter in der Manufaktur (darunter Johann Georg Buchwald).
Giese unterhielt neben der Manufaktur die erwähnte Heringssalzerei, aber auch eine Tuchmanufaktur (1763–1766) und ein Bankkontor; zudem hatte er von 1758 bis 1763 die Stralsunder Münze gepachtet. Diese Geschäfte hinderten ihn daran, den Aufbau der Manufaktur voranzutreiben. 1766 verkaufte er das Unternehmen daher an Johann Ehrenreich. Dieser leitete zuvor die schwedische Manufaktur in Marieberg (1759–1788) auf der Stockholmer Insel Kungsholmen und brachte von dort 40 Dreher, Maler und andere Handwerker sowie einen Pastor mit nach Stralsund. 1769 waren bereits 77 Arbeiter in der Unternehmung beschäftigt, damit war diese Manufaktur die mit der höchsten Beschäftigtenzahl in Stralsund. Unter Ehrenreich wurde die Fayencenmanufaktur zu einer der führenden ihrer Art in Mittel-, Nord- und Nordosteuropa.
Das Unternehmen wurde durch die Explosion des Köpkenturms am Tribseer Tor 1770 in Mitleidenschaft gezogen. Die nur noch 22 Arbeiter wurden teilweise statt mit Geld mit Produkten des Unternehmens entlohnt. Nach weiteren Besitzerwechseln 1772 und 1786 wurde die Manufaktur von 1788 bis 1792 von ihren Gläubigern zwangsverwaltet.
Im Stralsund Museum (Kulturhistorisches Museum der Stadt Stralsund), im St.-Annen-Museum in Lübeck, im Pommerschen Landesmuseum in Greifswald sowie in Museen in Stockholm und Kopenhagen sind zahlreiche Erzeugnisse der Manufaktur zu besichtigen. Einige wenige Stücke werden im Heimatmuseum Hiddensee gezeigt.